# 碳酸六氨合镍
碳酸六氨合镍是一种镍氨配合物，化学式为[Ni(NH3)6]CO3，以水合物的形式存在。
碳酸六氨合镍在氨水中的溶解度，随着氨的质量分数的增加而减少，随着温度的上升而增加。

## 化学性质
碳酸六氨合镍四水合物加热时，失去水分子和氨分子，经过[Ni(NH3)4]CO3·3H2O、[Ni(NH3)]CO3·H2O、[Ni(NH3)]CO3、NiCO3，最终形成一氧化镍。